# Nahia Berecoechea
Nahia Berecoechea (* 23. April 2004) ist eine französische Tennisspielerin.

## Karriere
Berecoechea spielt vorwiegend auf Turnieren der ITF Women’s World Tennis Tour, bei denen sie bislang drei Titel im Einzel und einen im Doppel gewinnen konnte.
2021 schied sie bei den French Open im Juniorinneneinzel bereits in der ersten Runde aus, als sie gegen Aljona Falej mit 5:7 und 2:6 verlor. Im Juniorinnendoppel trat sie mit Maëlie Monfils an, die beiden verloren aber ebenfalls bereits das Auftaktmatch gegen die Paarung Ashlyn Krueger und Madison Sieg mit 0:6 und 2:6.
2022 unterlag Berecoechea bei im Juniorinneneinzel der Australian Open bereits in der ersten Runde Clervie Ngounoue mit 3:6 und 4:6. Im Juniorinnendoppel unterlag sie an der Seite von Partnerin Meshkatolzahra Safi der Paarung Clervie Ngounoue und Diana Schneider ebenfalls bereits in der ersten Runde mit 1:6 und 2:6.
2023 erhielt sie eine Wildcard für die Engie Open de l’Isère, wo sie Kathinka von Deichmann mit 1:6 und 3:6 unterlag.

## Turniersiege

### Einzel
| Nr. | Datum            | Turnier                    | Kategorie | Belag     | Finalgegnerin        | Ergebnis  |
| --- | ---------------- | -------------------------- | --------- | --------- | -------------------- | --------- |
| 1.  | 29. Mai 2022     | Santa Margarida de Montbui | ITF W15   | Hartplatz | Olga Parres Azcoitia | 7:65, 6:3 |
| 2.  | 4. Dezember 2022 | Scharm asch-Schaich        | ITF W15   | Hartplatz | Ayla Aksu            | 6:2, 6:3  |
| 3.  | 19. Februar 2023 | Manacor                    | ITF W15   | Hartplatz | Inês Murta           | 6:4, 7:66 |

### Doppel
| Nr. | Datum             | Turnier             | Kategorie | Belag     | Partnerin      | Finalgegnerinnen                   | Ergebnis  |
| --- | ----------------- | ------------------- | --------- | --------- | -------------- | ---------------------------------- | --------- |
| 1.  | 17. Dezember 2022 | Scharm asch-Schaich | ITF W15   | Hartplatz | Victoria Gomez | Kira Pawlowa Vanessa Popa Teiușanu | 7:65, 6:4 |